# إعصار عمر
إعصار عمر 1992 المعروف في الفلبين باسم اعصار Lusing, يُعد أقوى إعصار ضرب جزيرة غوام منذ إعصار باميلا في عام 1976. تشكل الإعصار في 23 أغسطس من الرياح الموسمية عبر غرب المحيط الهادي، وتحرك غربا، وتحول ببطء إلى عاصفة استوائية، على الرغم من أن الأعاصير المدارية الأخرى تكون قوية من البداية. وبعد عاصفتين أصبح أكثر قوة، وتحول بسرعة إلى إعصار قوي. في 28 أغسطس انتقل الإعصار من المياة إلى اليابسة في جزيرة غوام مع رياح قوية تصل سرعتها إلى 195 كم/ساعة (120 ميلا في الساعة). ووصل الإعصار إلى ذروته في اليوم التالي، وكانت التقديرات لقوته تشير إلى «1 دقيقة» من الرياح بسرعة 240 كم/ساعة (150 ميلا في الساعة)، مما يجعله من "الأعصاير الفائقة القوة" وفقا لمقياس مركز التحذير من الأعاصير ‏ (JTWC). قلت قوة إعصار عمر بشكل كبير قبل أن يضرب شرق تايوان في 4 سبتمبر، ثم تابع إلي شرق الصين في اليوم التالي وأخيرا تشتت في 9 سبتمبر.
تسبب الإعصار في جزيرة غوام بوفاة مواطن واحد وخسائر بقيمة 457 مليون دولار.

## تاريخ الأرصاد الجوية
بدأ إعصار عمر كاضطراب استوائي في المحيط الهادئ المفتوح في 20 أغسطس. وتطور إلى منخفض استوائي وتمت ترقيته إلى العاصفة الاستوائية عمر في 25 أغسطس. وبينما كان يتحرك غربًا ، بدأ عمر في التباطؤ ، وتسبب التدفق من العاصفة الاستوائية بولي في التباطؤ. قص الرياح القوية. ومع ذلك ، فإن سلسلة من التلال عالية الضغط بين عمر وبولي سمحت لها بالانجراف شمالًا ثم الغرب والشمال الغربي ، مما سمح لها باستئناف التعزيز. في 27 أغسطس ، قامت JTWC بترقية النظام إلى إعصار ، وظهرت عين. بلغ عمر ذروة شدته في 29 أغسطس ، حيث وصلت إلى 185 كم / ساعة وضغط جوي أدنى قدره 920 ملي بار. قدرت JTWC سرعة رياح دقيقة واحدة بحوالي 240 كم / ساعة ، مما يجعل عمر إعصارًا فائقًا. اقترب عمر من الفلبين وتم تخفيضه إلى عاصفة استوائية بحلول 3 سبتمبر. وصلت إلى الساحل الشرقي لتايوان ، ثم انتقلت إلى الشاطئ في شرق الصين ، وتحولت إلى منخفض استوائي قبل أن تتحول من الغرب إلى الجنوب الغربي. استمرت عبر جنوب الصين بينما كانت تضعف ، وتشتت فوق شمال فيتنام في 9 سبتمبر.